# Пейзаж після мору
«Пейзаж після мору» — український документальний фільм режисера Юрія Терещенка про наслідки Голодомору.

## Опис
Документальний фільм «Пейзаж після мору» досліджує феномен післягеноцидного суспільства на прикладі одного українського села. У фільм залучено фрагменти зі щоденника американського історика і професора Джеймса Мейса.
У фільмі беруть участь Наталя Дзюбенко-Мейс (вдова Джеймса Мейса і консультант кінострічки) та жителі села Велика Фосня Житомирської області (Яків Грищук, Микола Брицун, Федір Кравчук, Валентина Кравчук, Олексій Кравчук, Сергій Федоренко, Ольга Титарчук, Галина Остапчук).

## Про режисера
- 1982 року Юрій Терещенко закінчив Київський інститут театрального мистецтва ім. І. Карпенка-Карого. Зняв понад 40 фільмів на Уркінохроніці та інших студіях. Серед найвідоміших — «Реконструкція», «Протистояння», «Володимир Шевченко. Від Кулунди до Чорнобиля», «Врубай бітлів» (1990), «Малі Гуляки», «Мама. Дуже особисте», «Сім сльозин», «Небилиці про Борислава», «Любов небесна», «Вічний хрест».

Лауреат міжнародних кінофестивалів, отримав Приз за найкращий короткометражний фільм на XIII Відкритому фестивалі документального кіно «Росія» (Єкатеринбург). Член журі XXXIV Київського міжнародного кінофестивалю «Молодість» (2004). Професор кафедри режисури Київського національного університету театру, кіно і телебачення ім. Карпенка-Карого. Заслуженій діяч мистецтв України. Академік Євразійської академії телебачення та радіомовлення.